# Reuzenzwenkgras
Reuzenzwenkgras (Festuca gigantea) is een vaste plant, die behoort tot de grassenfamilie (Gramineae oftewel Poaceae). De soort staat op de Nederlandse Rode lijst van planten als een soort die in Nederland algemeen voorkomt en stabiel of toegenomen is. Reuzenzwenkgras komt van nature voor in Europa, Azië en Afrika.
De plant wordt 0,50-1,50 meter hoog en groeit in losse pollen. De tot 60 cm lange en 6-18 mm brede, vlakke, aan de bovenzijde ruwe bladeren hangen met de glanzende onderzijde naar boven. Onderaan de open bladschede zitten 1,8 mm hoge, stengelomvattende oortjes en een ongeveer 1 mm lang, stomp tongetje. Het aantal chromosomen 2n = 42.
Reuzenzwenkgras bloeit van eind juni tot in de herfst. De bloeiwijze is een tot 50 cm lange, los, overhangende pluim. De onderste krans bestaat meestal uit niet meer dan twee takken. De ongeveer 20 mm lange aartjes hebben vijf tot acht bloempjes. De kelkkafjes zijn ongelijk van lengte. Het bovenste kelkkafje is ongeveer 8 mm lang en het onderste 5,5 mm. Het bovenste kroonkafje (palea) is ongeveer 8,8 mm lang. Het onderste kroonkafje (lemma) is ongeveer 9 mm lang en heeft een witte, 10-18 mm lange, bochtige kafnaald. De meeldraad heeft ongeveer 2 mm lange, witgele helmhokjes. De vrucht is een graanvrucht.

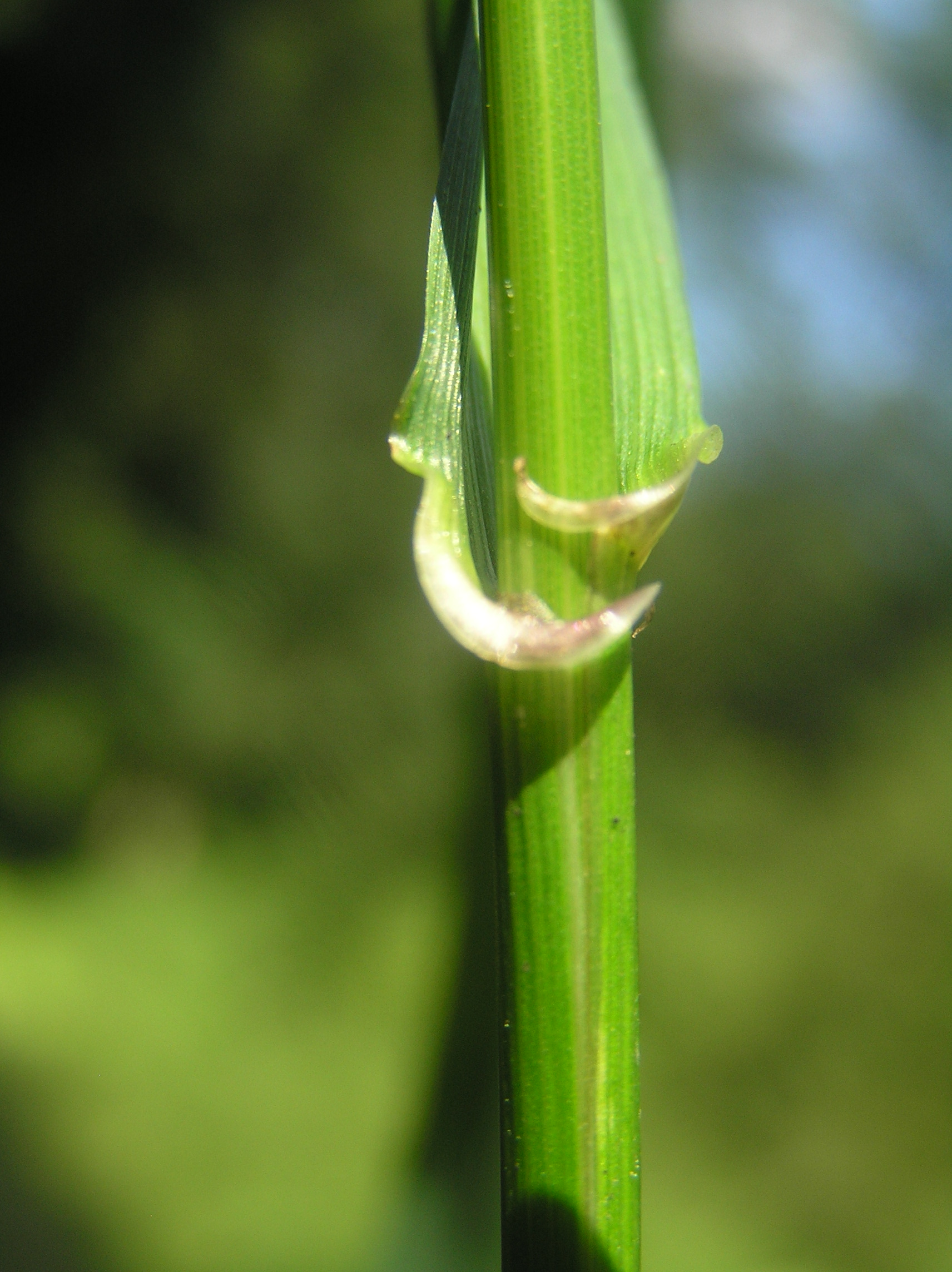
Oortje
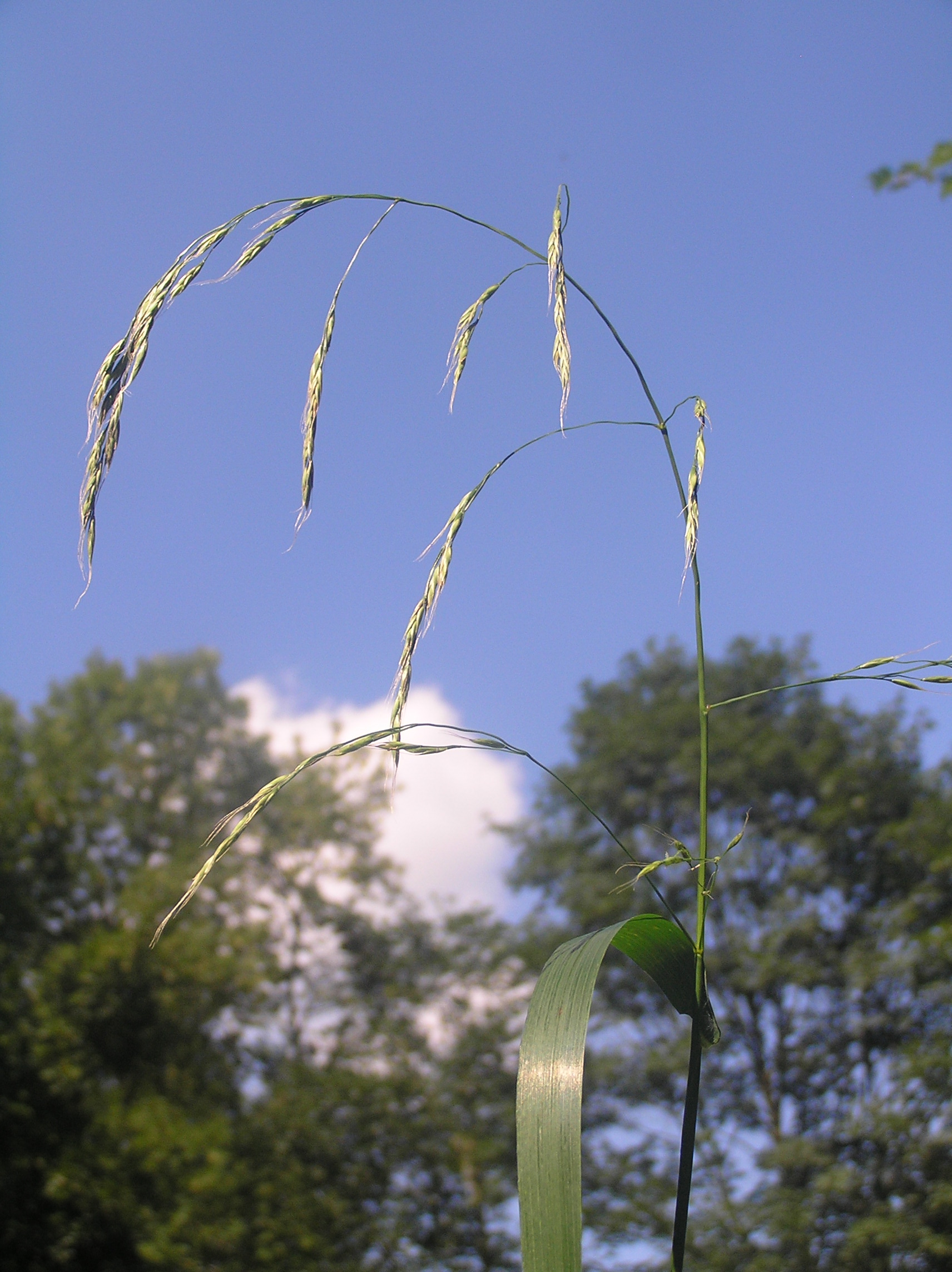
Pluim
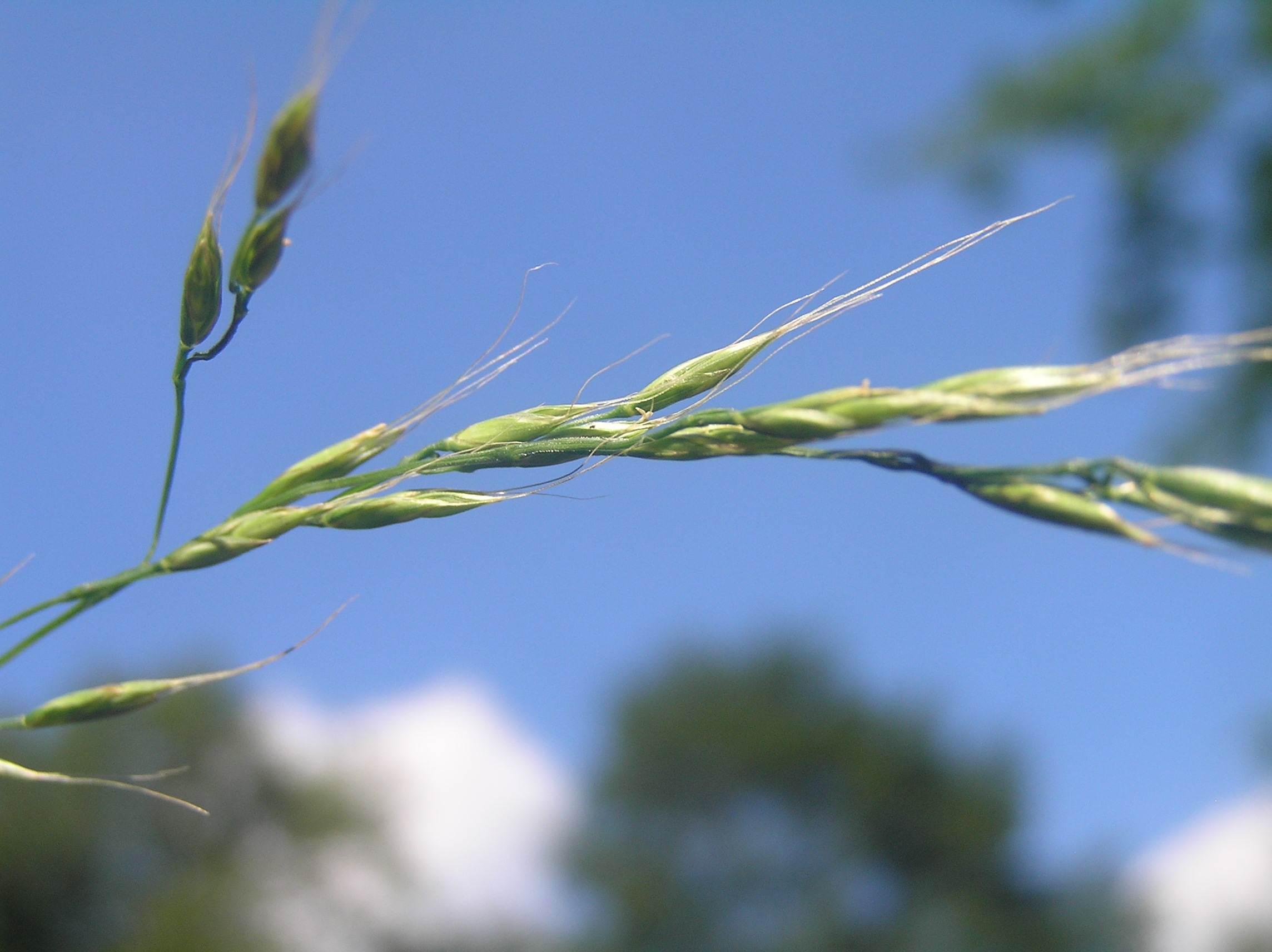
Aartjes

## Voorkomen
Reuzenzwenkgras komt voor op vochtige tot natte, voedselrijke grond in loofbossen en grienden.